# 拉佩尔
拉佩尔（法語：Lapeyre，法語發音：[lapɛʁ]）是法国上比利牛斯省的一个市镇，属于塔布区。

## 地理
拉佩尔（43°19'23"N, 0°20'20"E）面积3.57 平方千米，位于法国奧克西塔尼大區上比利牛斯省，该省份为法国西南部内陆省份，北至热尔省，西接大西洋比利牛斯省，南与西班牙接壤，东临上加龙省。
与拉佩尔接壤的市镇（或旧市镇、城区）包括：贝尔纳代德巴、昂坦、拉拉讷特里、吕布雷圣吕克、巴伊斯河畔特里。

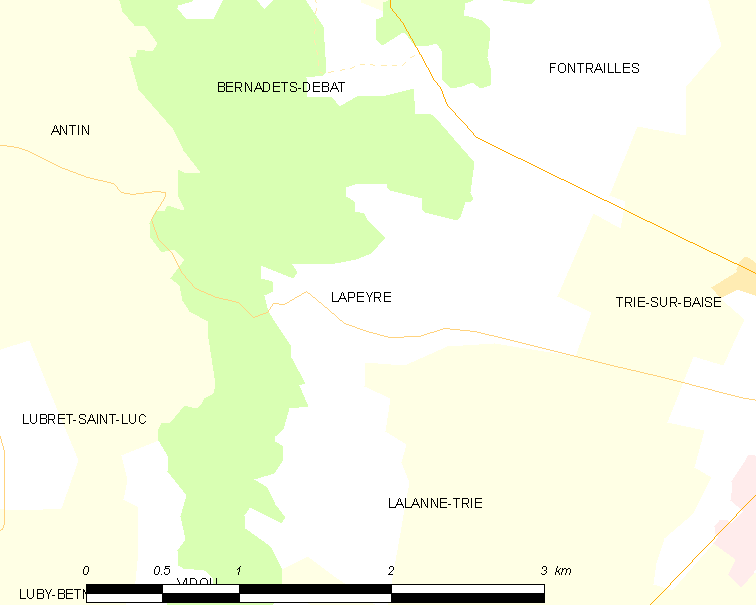
拉佩尔的OSM定位图

拉佩尔的时区为UTC+01:00、UTC+02:00（夏令时）。

## 行政
拉佩尔的邮政编码为65220，INSEE市镇编码为65260。

## 政治
拉佩尔所属的省级选区为山丘县。

## 人口

1962-2008年间拉佩尔人口变化图示

拉佩尔于2022年1月1日时的人口数量为91人。